# Ficha Estadística Codificada Uniforme
La Ficha Estadística Codificada Uniforme, más conocida por la sigla FECU, es un informe mediante el cual las sociedades anónimas chilenas dan a conocer sus estados financieros a la Superintendencia de Valores y Seguros, la autoridad reguladora correspondiente.
Tiene un formato estandarizado, debe presentarse trimestralmente, y debe incluir el Balance y el Estado de Resultados